# Emanuel Filibert, 2. vévoda z Aosty
Emanuel Filibert, 2. vévoda z Aosty (Emanuel Filibert Viktor Evžen Albert Genova Josef Maria; 13. ledna 1869, Janov – 4. července 1931, Turín) byl italský generál, jako syn Amadea I. člen rodu Savojských a také bratranec italského krále Viktora Emanuela III. Filibert byl velitelem Třetí italské armády během první světové války, což mu vyneslo titul "Neporažený vévoda". Po válce se stal maršálem Itálie.

## Život
Emanuel Filibert se narodil v Janově jako nejstarší syn prince Amadea Savojského, vévody z Aosty (druhý syn italského krále Viktora Emanuela II.) a jeho první manželky Marie Viktorie dal Pozzo. V roce 1870 byl Amadeus zvolen španělským králem, ale v roce 1873 se vzdal vlády a vrátil se do Itálie. Amadeus zemřel v roce 1890 a Emanuel Filbert se stal vévodou z Aosty.
Svou kariéru započal u italské armády v Neapoli jako velitel. Během první světové války velel Třetí italské armádě, což mu vyneslo přezdívku Armata invitta. Po válce jej Benito Mussolini v roce 1926 povýšil na maršála Itálie.
Princ Emanuel Filibert zemřel 4. července 1931 ve věku 62 let v Turíně; v souladu s jeho poslední vůlí byl pohřben na vojenském hřbitově Redipuglia, společně s tisíci vojáky Třetí armády.
Pojmenováno po něm bylo:
- most Vévody z Aosty v Římě, postavený v roce 1942
- most na řece Piavě v Jesolu, slavnostně otevřen v roce 1927
- ulice v Římě
- křižník Emanuele Filiberto Duca d'Aosta, který byl po druhé světové válce dán Sovětskému svazu

## Manželství a potomci
25. června 1895 se šestadvacetiletý Emanuel Filibert oženil s o dva roky mladší princeznou Helenou, dcerou prince Filipa Orleánského a Marie Isabely Orleánské. Manželé spolu měli dva syny:
- 1. Amedeo z Aosty (21. 10. 1898 Turín – 3. 3. 1942 Nairobi), 3. vévoda z Aosty, místokrál a generální guvernér Italské východní Afriky 1937–1941, zemřel v britském zajateckém táboře v Keni
  - ⚭ 1927 Anna Orleánská (5. 8. 1906 Le Nouvion-en-Thiérache – 19. března 1986 Sorrento)
- 2. Aimone z Aosty (9. března 1900 – 29. ledna 1948), vévoda ze Spoleta, 4. vévoda z Aosty, jako Tomislav II. král Nezávislého státu Chorvatska 1941–1943 (loutková země Třetí říše a Itálie), sám však na území státu nikdy nevkročil
  - ⚭ 1939 Irena Řecká (13. 2. 1904 Athény – 15. 4. 1974 Fiesole)